# Monkey King: Hero Is Back
Pour plus de détails, voir Fiche technique et Distribution.
Monkey King: Hero Is Back (chinois simplifié : 西游记之大圣归来 ; pinyin : Xīyóu jì zhī dà shèng guīlái ; litt. « Le Voyage en Occident : Le Retour du grand sage ») est un film d'animation fantastique chinois écrit et réalisé par Tian Xiaopeng et sorti en 2015 en Chine. Le scénario est inspiré du roman classique Le Voyage en Occident de Wu Cheng'en.
Avec 153 millions $US de recettes au box-office,, il devient le plus gros succès pour un film d'animation en Chine, avant d'être dépassé par Kung Fu Panda 3 l'année suivante,.

## Synopsis
Le tout-puissant Roi singe, Sun Wukong, errant librement entre le ciel et la terre, est emprisonné par Bouddha dans une cage de glace dans les montagnes pour avoir défié les dieux et vaincu l'armée céleste.
500 ans plus tard, des monstres attaquent un petit village. Un jeune moine, seul survivant d'une précédente attaque alors qu'il était bébé, s'enfuit dans les montagnes pour secourir une petite fille. Il découvre la grotte où le roi des singes est emprisonné et le libère. Cependant, le reste du sceau de Bouddha empêche Sun Wukong de retrouver ses pleins pouvoirs. Malgré cela, il se bat courageusement contre les monstres pour protéger les enfants qui lui font confiance.
Cependant, les événements dégénèrent et la petite fille est enlevée par le chef des monstres, qui triomphe facilement de Sun Wukong, en raison du sceau de Bouddha. Le chef des monstres envisage de transformer la fillette et les autres bébés récemment enlevés en élixirs, à l'instar des rafles précédentes de bébés enlevés et sacrifiés au fil des ans. Alors qu'il tente de la sauver, elle et les autres bébés, le jeune moine est tué.
En le voyant mourir, le roi des singes éclate de rage et brise le sceau de Bouddha. Cela lui rend ses pouvoirs surpuissants et il bat facilement le chef des monstres.
À la fin, il est révélé que le jeune moine n'est pas mort, mais gravement blessé et est tombé inconscient. Les enfants enlevés sont rendus à leurs familles par le moine et son maître (qui l'avaient en quelque sorte traqué jusqu'à son antre) sur des nuages volants envoyés par le Roi singe. Cependant, Sun Wukong lui-même n'apparaît pas dans cette scène et il n'est pas indiqué ce qu'il lui est advenu.

## Fiche technique
- Titre original : 西游记之大圣归来
- Titre international : Monkey King: Hero Is Back
- Réalisation et scénario : Tian Xiaopeng
- Société de production : Beijing Weiyingshidai Culture & Media, Hengdian Chinese Film Production Co., October Animation Studio et S&C Pictures
Shandong Film and Television Production Center
- Société de distribution : United Entertainment Partners (Chine), Viva Pictures (États-Unis), Big Picture 2 Films (Portugal) et SC Films International (international)
- Pays d’origine :  Chine
- Langues originales : mandarin
- Format : couleur
- Genres : animation et fantastique
- Durée : 90 minutes
- Dates de sortie :
  -  Chine : 10 juillet 2015

## Distribution
- Sun Wukong, le Roi singe : Lei Zhang
- Liuer : Zijie Lin
- Le vieux moine : Wenlun Wu
- Le Seigneur du mal : Zirong Tong
- Zhu Bajie : Jiurong Liu
- Le Père : Qianjing Zhao
- Dame Troll : Wu Di

## Financement participatif
7,8 millions de yuans (1,23 million $US) des coûts de marketing du film ont été réunis grâce au financement participatif, en échange de l'inscription de 109 producteurs (dont beaucoup d'enfants) au générique du film,.